# لامبرت ميرفي
لامبرت ميرفي (بالإنجليزية: Lambert Murphy)‏ هو مغني أوبرا ومغني أمريكي، ولد في 15 أبريل 1885 في سبرينغفيلد في الولايات المتحدة، وتوفي في 25 يوليو 1954 في هانكوك في الولايات المتحدة بسبب سرطان.